# Nomcebo Zikode
Nomcebo Zikode, née en 1984 à Hammersdale, dans le township d'Epumalanga, près de Durban, est une auteure-compositrice-interprète sud-africaine. Elle commence sa carrière dès son enfance, en 2003. En 2019, elle acquiert une renommée mondiale en composant et interprétant la chanson Jerusalema produite par Master KG.

## Biographie
Nomcebo Zikode naît en 1984 à Hammersdale, dans le township d'Epumalanga (KwaZulu-Natal). Elle commence à chanter à l'âge de dix ans et commence à se faire connaître grâce aux concours de la South African Broadcasting Corporation.
Après des études secondaires à l'Ukusa High School, elle suit des études de technologie de l’information au Havatech College de Johannesbourg,.
Elle est mariée et a deux enfants.

## Carrière musicale
La carrière musicale de Nomcebo Zikode commence très tôt, en 2003. Elle est repérée lors d'une émission de Ukhozi FM qui repère de jeunes talents. Toutefois, à la fin des années 2010, elle ne connaît que peu de succès et envisage d'abandonner sa carrière musicale.
En 2019, durant une période de doute, elle compose la chanson Jerusalema, qu'elle conçoit comme une prière à Dieu, où elle lui demande de lui pardonner et de la garder,. Elle s'associe avec Master KG pour produire la musique, qui sort en novembre 2019. Au cours du printemps 2020, la chanson devient mondialement populaire. De nombreux défis de danse sont lancés sous le mot-dièse #JerusalemaDanceChallenge. Fin août 2020, le clip originel dépasse les cent millions de vues sur YouTube,.
Le ministre des Arts et de la Culture Nathi Mthethwa envoie un message de félicitations à Nomcebo Zikode et Master KG ; il les sélectionne en outre comme « ambassadeurs »  de la culture sud-africaine, dans le cadre d'un programme culturel permettant aux artistes de se produire à l'étranger,.
Toutefois, le 11 juillet 2021, Nomcebo Zikode affirme n'avoir jamais touché d'ayant droit pour la composition et l'interprétation de la chanson, « des efforts pour minimiser » sa contribution ayant été mis en œuvre par le label Open Mic Productions ; elle affirme se sentir « ridiculisée » et attaque donc le label en justice pour être indemnisée ; le label reconnaît l'absence de versement d'ayant droit, mais invoque un désaccord entre les deux artistes.
Le 21 août 2020, après une tournée qui la mène notamment au Burkina Faso et en Côte d’Ivoire, elle sort son premier album Xola Moya Wami,.